# Донька Доктора
Донька Доктора (англ. The Doctor's Daughter) — шостий епізод четвертого сезону поновленого британського науково-фантастичного телесеріалу «Доктор Хто». Уперше транслювався на телеканалі BBC One 10 травня 2008 року.
Події епізоду відбуваються на планеті Мессаліна, в ньому з'являється Джорджія Моффетт як Дженні — клон головного героя телесеріалу, володаря часу Десятого Доктора (грає Девід Теннант). За сюжетом епізоду дві групи клонів-нащадків колоністів-людей та колоністів-хатів намагаються знищити одна одну з використанням втраченого артефакту під назвою Джерело, в той час як Доктор також намагається прийняти Дженні як свою справжню дочку.
Епізод «Донька Доктора» переглянули 7,33 мільйонів глядачів, він отримав 88 балів за індексом оцінки (відмінно).